# Wulsbüttel
Wulsbüttel (Platduits: Wolsbuddel) is een ortschaft van de Duitse gemeente Hagen im Bremischen in de deelstaat Nedersaksen.  Wulsbüttel ligt in het zuidoosten van de gemeente, in een afwisselend landschap met bos, hoog-en laagveen en door beken doorsneden boerenland.
Tot 1 januari 2014 was Wulsbüttel een zelfstandige gemeente en maakte hij deel uit van de Samtgemeinde Hagen.

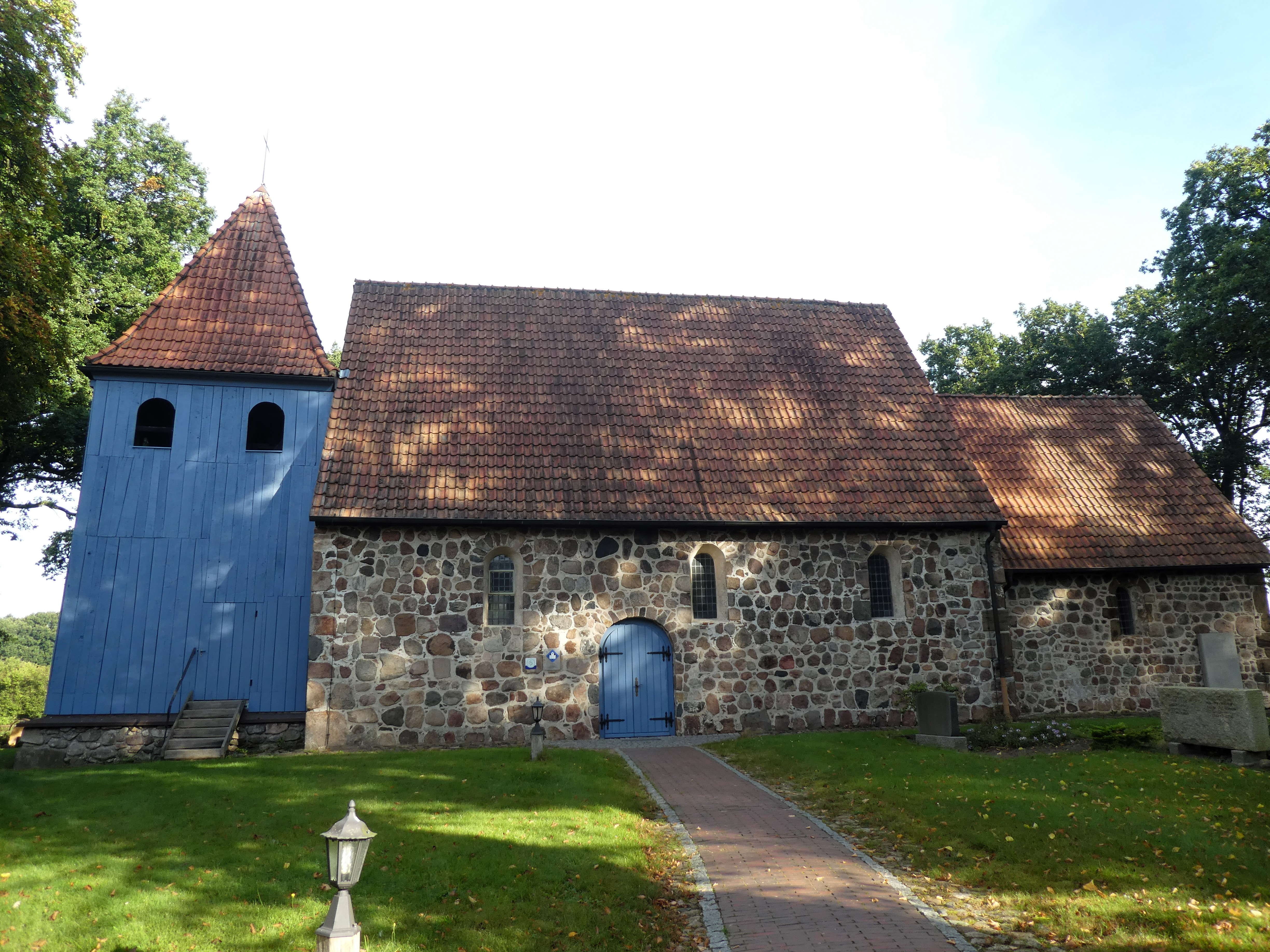
Wulsbüttel, Sint-Luciakerkje (bouwjaar: 1240; houten toren; 1819)

Zie verder: Hagen im Bremischen.
- Gemeinsame Normdatei: 4841306-9
- Virtual International Authority File: 244315722
- WorldCat: E39PBJfMk76WdXpDQtwbhbWJjC